# Українці в Хорватії

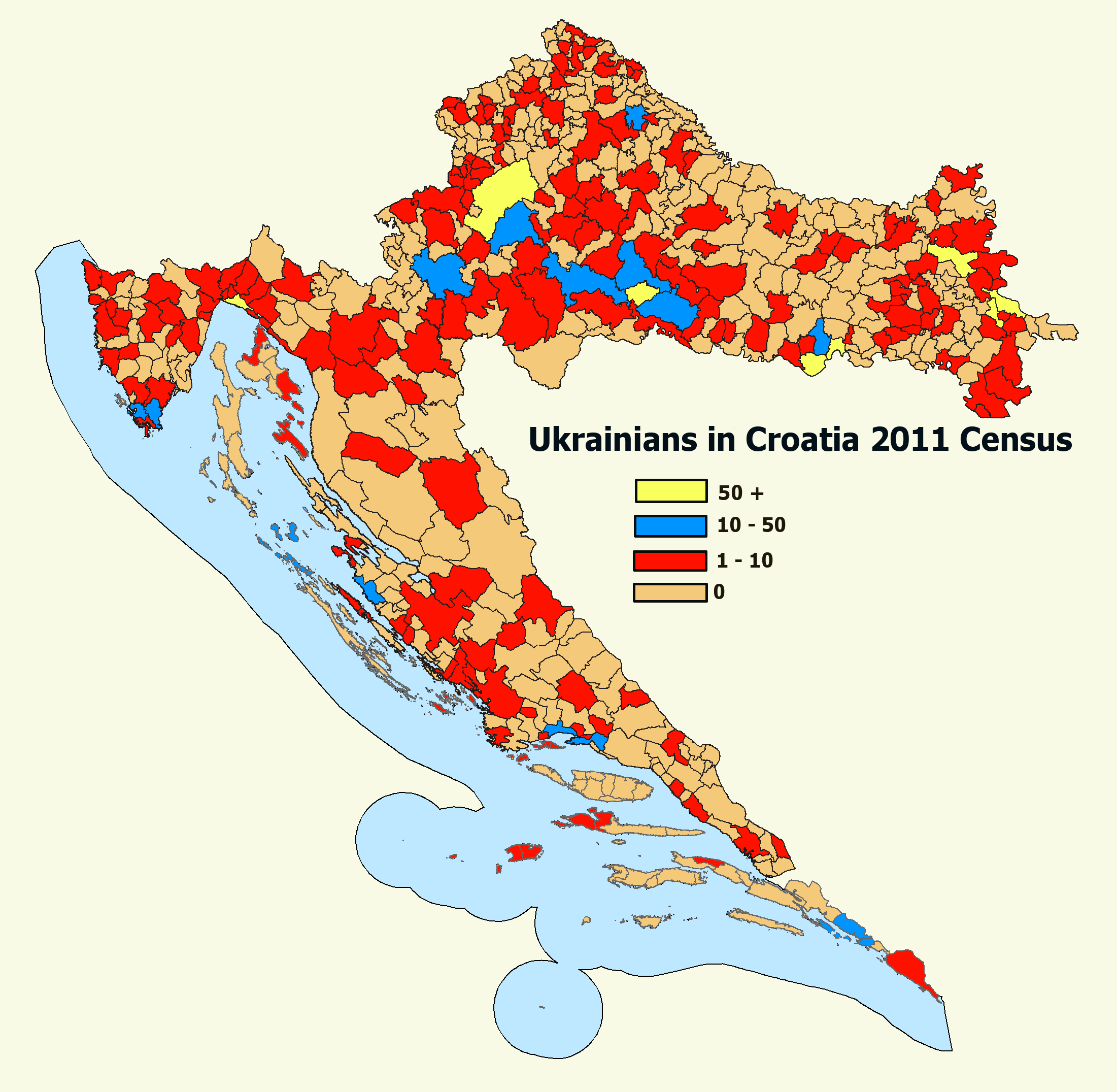
Кількість українців у муніципалітетах і містах Хорватії за переписом 2011.

Українська діаспора Хорватії.

## Історія
Перші поселення українців у Хорватії датовано 1745 роком, з моменту переселення русинів-українців у Бачку, пізніше у Срем, Славонію та Боснію. Наприкінці XIX ст. — на початку ХХ ст. відбувся другий етап переселень, тоді в основному з Галичини, які поселилися на сучасній території Славонії, а саме Бродсько-Посавської та Сисацько-Мославинської жупанії. Всі переселенці обох періодів були греко-католики.
Українські поселення та греко-католицькі парафії у 1970-х роках були в таких містах і селах Хорватії: Петрівці, Міклушевці, Вуковар, Осієк, Славонський Брод, Каніжа, Сибинь, Липовляни, Раєво Село та інші. Вони належать до боснійсько-славонського вікаріату Крижевецької єпархії.

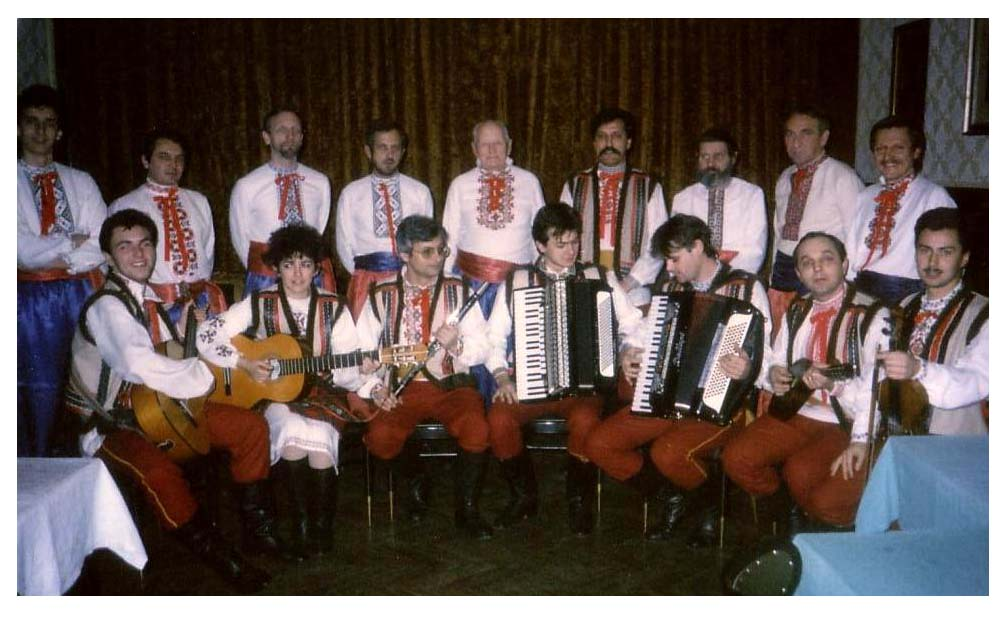
Українська діаспора в Хорватії — Кобзар (1987 р.)

Між двома світовими війнами в Заґребі студіювала молодь з Галичини (іноді до 50 студентів), діяло товариство «Просвіта», студентські організації «Пробоем» і «Дніпро», виходив часопис «Думка».
За усташівської Хорватії, на підставі домовлення між ОУН (мельниківської) з урядом А. Павелича, створено на правах консульства українське представництво (голова — В.Войтанівський). З українських поселенців й емігрантів було організовано при хорватській армії («домобрані») у Вараждині «Український легіон», який мав бути висланий на радянський фронт. На доручення німців їх вислали проти партизанів Тіто в Боснії і проти сербських четників, внаслідок чого легіонери (а одночасно і українська група в Хорватії) зазнали переслідувань від комуністичної влади — українські організації були ліквідовані, багатьох їх діячів ув'язнено чи розстріляно, деякі втекли на Захід.
Щойно з кінця 1950-х pp. українці Хорватії отримали можливість організуватися — 1968 року постав Союз русинів-українців Хорватії, з 1970 р. починає виходити журнал «Нова думка» у Вуковарі, у селах і містах відновили діяльність українські гуртки і товариства «Кобзар» (Загреб), «Осієк» («Думки з Дунаю», «Літопис Союзу русинів і українців РХ», журнал для дітей «Віночок», «Хвилі з Дунаю» — радіопередача українською мовою та русинським діалектом (Кожної неділі по Хорватському радіо «Вуковар»).

## Сучасність

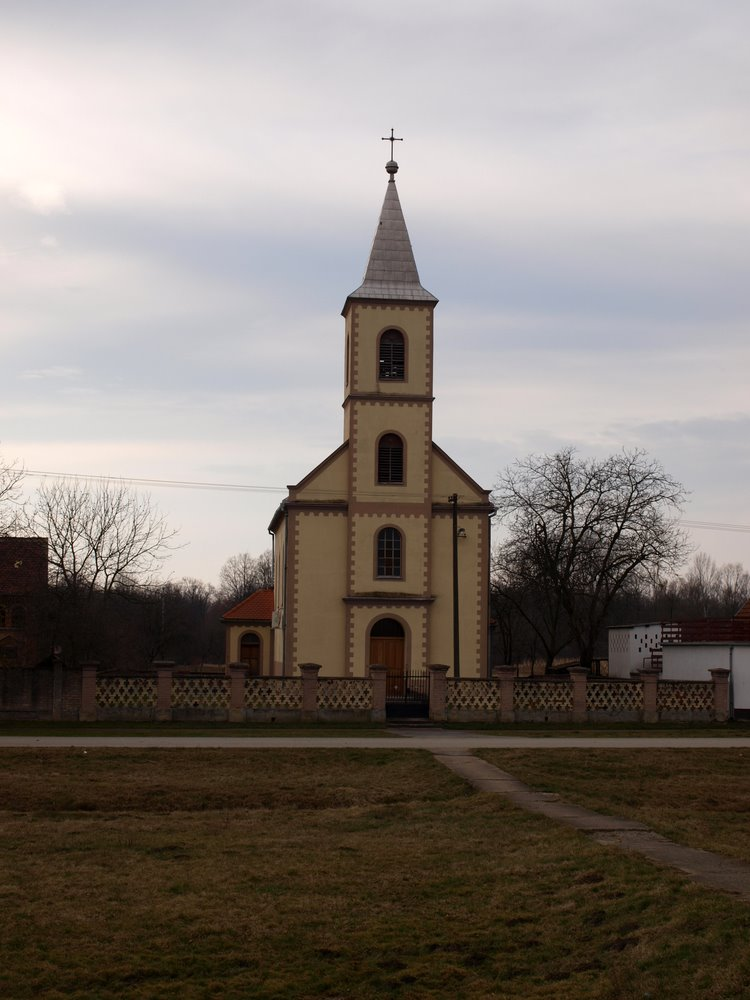
Греко-Католицька церква — Каніжа.

За переписом 2001 року в Хорватії проживає 2 337 русинів, які досі зберегли свою регіональну культурну ідентифікацію з сильно або слабше помітною українською самосвідомістю, та 1 977 українців з третьої хвилі переселень XIX-ХХ ст. вже з українською свідомістю та мовою. За релігією більшість українців (71 %) та русинів (87 %) Хорватії належать до католицької церкви (переважно — східного обряду).
За даними перепису 2001 року, основними місцями проживання українців у Хорватії є:
- Вуковарсько-Сремська жупанія — 476 осіб
- Загреб — 333 осіб
- Бродсько-Посавська жупанія — 320 осіб
- Сисацько-Мославинська жупанія — 309 осіб
- інші регіони — 539

Релігійний склад українців Хорватії за даними перепису населення 2011 року:
|          | чисельність | католики | православні | протестанти | інші християни | східні релігії | інші релігії | агностики | атеїсти, нерелігійні | не вказано | невідомо |
| -------- | ----------- | -------- | ----------- | ----------- | -------------- | -------------- | ------------ | --------- | -------------------- | ---------- | -------- |
| Українці | 1 878       | 1 339    | 341         | 6           | 14             | 2              | 1            | 18        | 87                   | 68         | 2        |
| Українці | 100,0 %     | 71,3 %   | 18,2 %      | 0,3 %       | 0,7 %          | 0,1 %          | 0,1 %        | 1,0 %     | 4,6 %                | 3,6 %      | 0,1 %    |

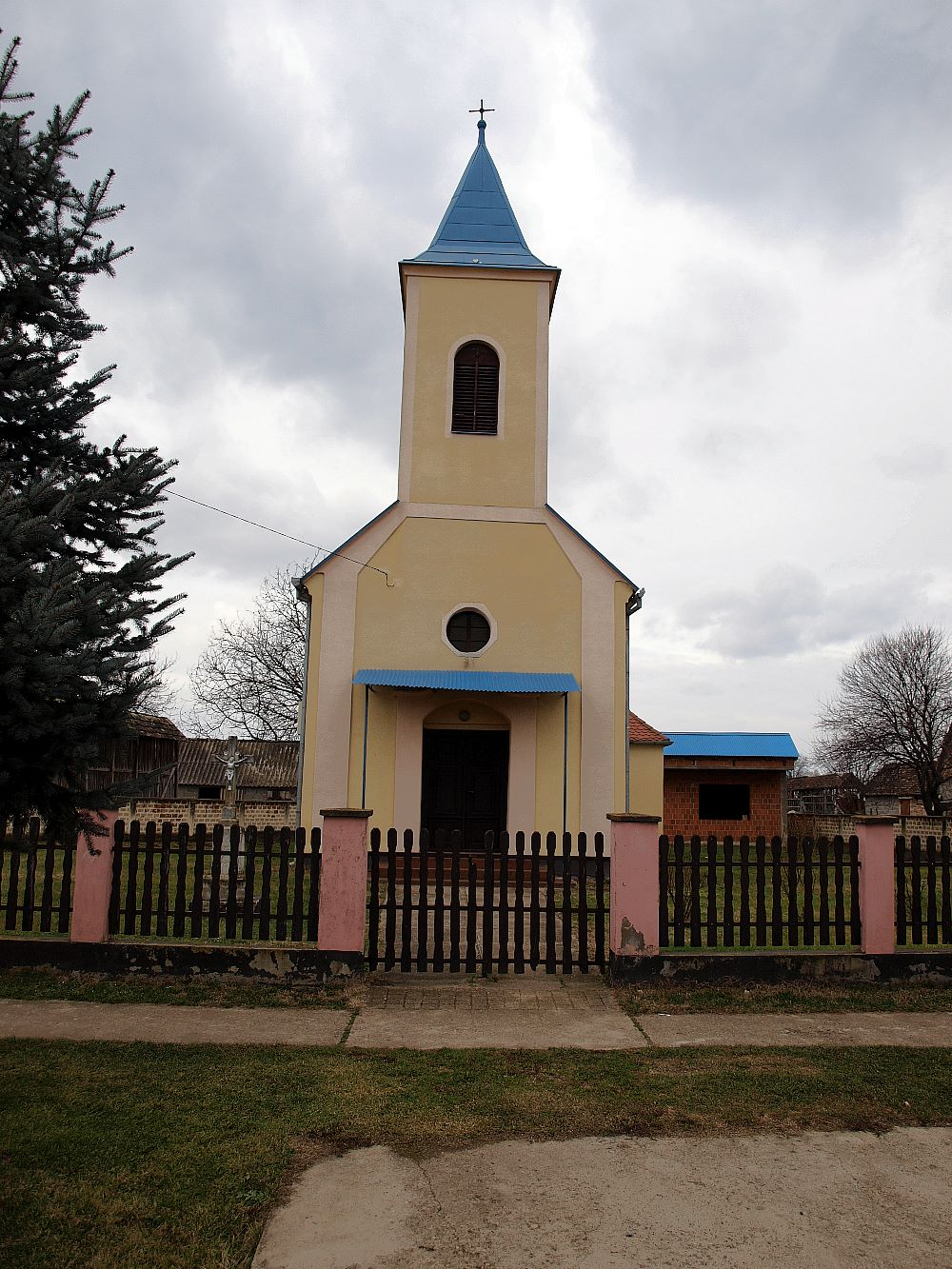
Греко-Католицька церква — (Šumeće) Славонський Брод.

Основні місця проживання русинів у Хорватії станом на 2001 рік
- Вуковарсько-Сремська жупанія — 1796
- Осієцько-Баранська жупанія — 127
- Загреб — 123
- інші регіони — 291

Релігійний склад русинів Хорватії за даними перепису населення 2011 року:

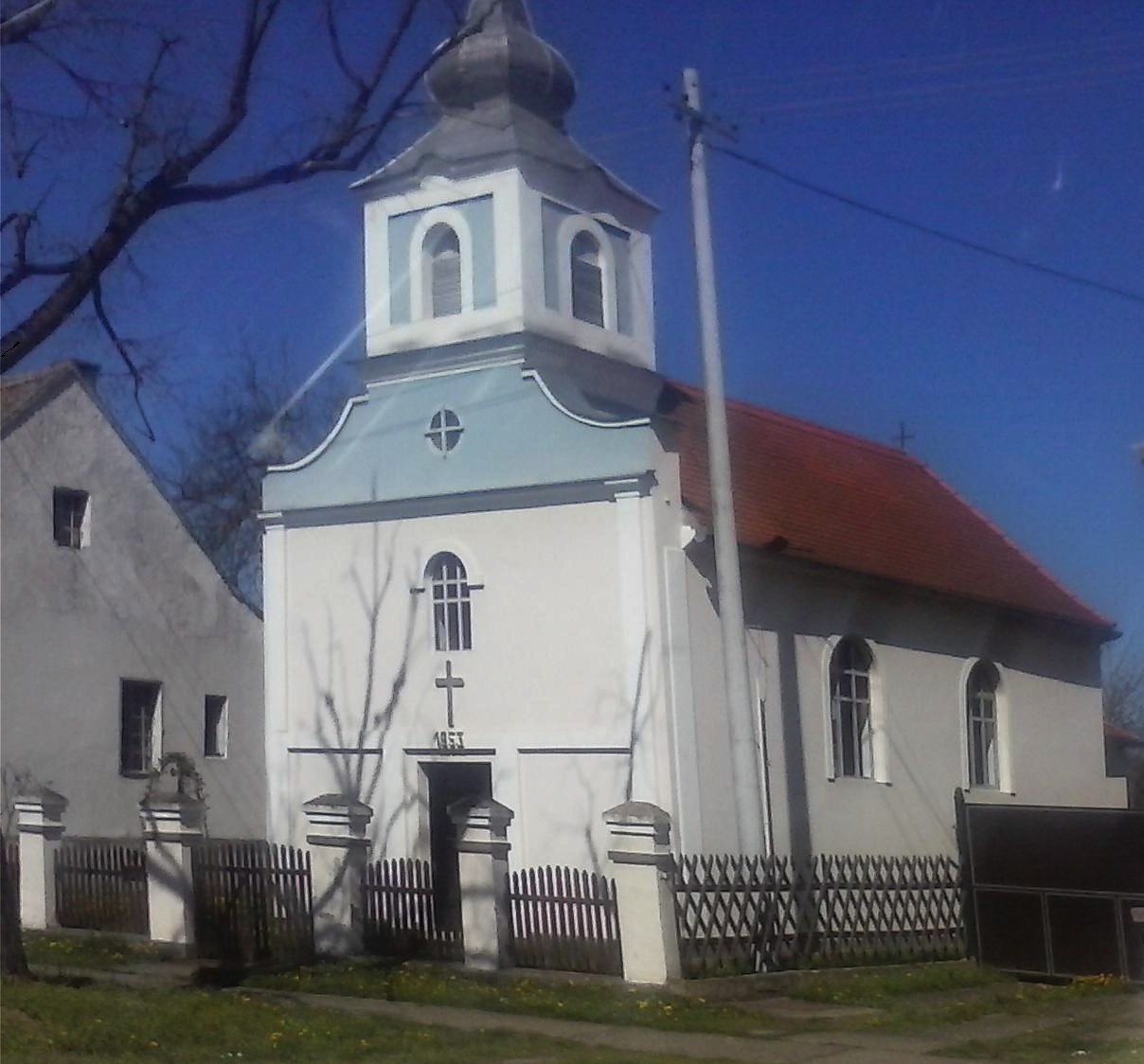
Греко-Католицька церква — (Donji Andrijevci) Славонський Брод.

|        | чисельність | католики | православні | протестанти | інші християни | східні релігії | інші релігії | агностики | атеїсти, нерелігійні | не вказано | невідомо |
| ------ | ----------- | -------- | ----------- | ----------- | -------------- | -------------- | ------------ | --------- | -------------------- | ---------- | -------- |
| Русини | 1 936       | 1 692    | 89          | 11          | 25             | -              | -            | 18        | 75                   | 25         | 1        |
| Русини | 100,0 %     | 87,4 %   | 4,6 %       | 0,6 %       | 1,3 %          |                |              | 0,9 %     | 3,9 %                | 1,3 %      | 0,1 %    |

## Відомі представники
- Генерал Звонимир Червенко, Головнокомандувач Збройних сил Хорватії 1995—1996 рр.

## Маніфестації
- Центральна маніфестація українців у Хорватії - Зустрічі українців
- Маніфестація дитячої творчості

## Українські громадські організації Хорватії

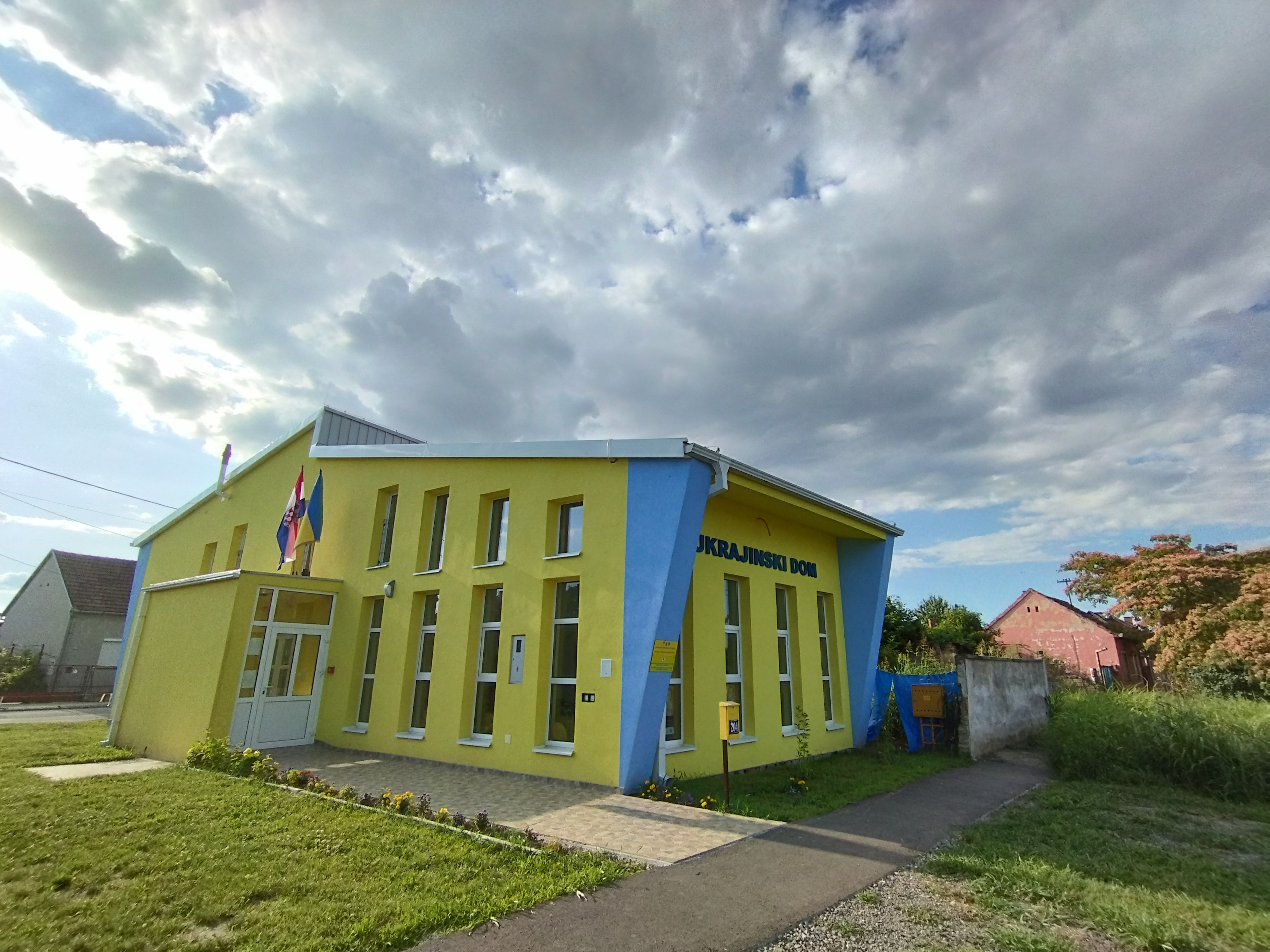
Український дім у Вуковарі

- Українська громада Республіки Хорватія (hr:Ukrajinska zajednica Republike Hrvatske)
- Українська громада міста Загреба (hr:Ukrajinska zajednica Grada Zagreba)
- Українське культурно-просвітнє товариство «Кобзар» - Загреб (hr:Ukrajinsko kulturno-prosvjetno društvo "Kobzar" - Zagreb)
- Українське культурно-просвітнє товариство ім. Івана Франка - Вуковар (hr:Ukrajinsko kulturno-prosvjetno društvo "Ivan Franko" - Vukovar)
- Українське культурно-просвітнє товариство ім. Лесі Українки - Осієк (hr:Ukrajinsko kulturno-prosvjetno društvo "Lesja Ukrajinka" - Osijek)
- Українське культурно-просвітнє товариство «Україна» - Славонський Брод (hr:Ukrajinsko kulturno-prosvjetno društvo "Ukrajina" - Slavonski Brod)
- Українське культурно-просвітнє товариство ім. Тараса Шевченка - Каніжа (hr:Ukrajinsko kulturno-prosvjetno društvo "Taras Ševčenko" - Kaniža)
- Українське культурно-просвітнє товариство ім. Андрія Пелиха - Шумече (hr:Ukrajinsko kulturno-prosvjetno društvo "Andrij Pelih" - Šumeće)
- Українське культурно-просвітнє товариство «Карпати» - Липовляни (hr:Ukrajinsko kulturno-prosvjetno društvo "Karpaty" - Lipovljani)
- Українське культурно-просвітнє товариство «Дніпро» - Рієка (hr:Ukrajinsko kulturno-prosvjetno društvo "Dnjipro" - Rijeka)
- Українське культурно-просвітнє товариство «Калина» – Умаґ[5]